# Jamna Dolna

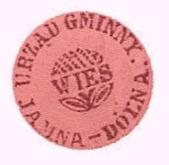
Jamna Dolna – pieczęć wsi z 1876 r.

Jamna Dolna – wyludniona wieś, leżąca w województwie podkarpackim, w powiecie bieszczadzkim, w gminie Ustrzyki Dolne, na terenie Pogórza Przemyskiego. Wieś jest nadal odnotowana przez GUS w rejestrze TERYT.

## Historia
Nazwa Jamna wywodzi się od słowa jama (zagłębienie terenu w dolinie rzeki). Najstarszy dokument wskazujący na zasiedlanie dorzecza górnego Wiaru i potoków do niego spływających, pochodzi z 13 stycznia 1367 roku. Potok Jamninka w źródłach nazywany jest Jamnicą, Jamnicza, Jamna. Wieś została założona na prawie wołoskim przez Rybotyckich. Pierwsza wzmianka z 1469 roku, pod nazwą Maruna Wola. Dokument z 1505 roku wymienia sołtysa wsi Romana z Trójcy.
W 1505 r. w źródłach występuje laboriosus Roman de Troycza (z Trójcy) et Jamna knyas (knyasz) nobili Stanislaw i Jas z Kmanyczky (Stanisław Jaszkmaniczki). W 1532 r. w Trójcy odnotowano istnienie czterech dworzyszcz, zaś w Jamnej dwóch dworzyszcz, młyna, popostwa oraz sołtysa na jednym dworzyszczu.
We wsi tej nie żyło się spokojnie, o czym wspominają hr. Drohojowski, hr. Stadnicki, Łoziński. W 1605 roku, po śmierci Jana Tomasza Drohojowskiego, na zamek najechał Jan Krasicki, a po nim Marcin Stadnicki oblegał zamkniętą w nim żonę Drohojowskiego. Z braku żywności poddano zamek, a najeźdźca przywłaszczył sobie całe jego wyposażenie. W zamku przebywał Stanisław Stadnicki, zwany Diabłem Łańcuckim, po swojej ucieczce ze zdobytego przez Łukasza Opalińskiego Łańcuta (1609).
Następny jego właściciel około 1638 roku Mikołaj Ossoliński utrzymywał w nim regularnych żołnierzy wybieranych z chłopów pochodzących z jego wsi. Najazdy Stanisława Stadnickiego, zwanego Diabłem, na dobra Drohojowskiej w celu odebrania jej dóbr czy najazdy Tatarów 1624 r., Węgrów w 1657 r. i Szwedów w 1655 r., pustoszyły miejscowość. Jeszcze w lipcu 1603 roku Marcin Stadnicki usiłował objąć w posiadanie wsie referendarza [Drohojowskiego] Jamnę, Bachów, Berezkę i Łowczynę z powodu wierzytelności. Na rok 1603 przypada jeszcze relacja woźnego, który do dworu wsi Jamnej wniósł dwa pozwy przeciw referendarzowi, jeden w imieniu Andrzeja i Piotra Stadnickich, a drugi imieniem poddanego Andrzeja Stadnickiego o zabranie drzewa ze Sanu pod pozorem należytości cłowej.
Od XVI w. klucz Jamna przechodził kolejno w ręce Kormanickich, Drohojowskich, Stadnickich, Ossolińskich, Lubomirskich, Radziwiłłów, a w końcu Tyszkowskich. W połowie XIX wieku właścicielami posiadłości tabularnej w Jamnej Dolnej byli Antoni i Józef Tyszkowscy. 
W II Rzeczypospolitej wieś w powiecie dobromilskim województwa lwowskiego. W 1946 r. w rejonie Jamnej Górnej i Jamnej Dolnej doszło do dwóch starć piechoty WP i KBW z oddziałami UPA. Zginęło 6 polskich żołnierzy.
We wsi znajdowała się drewniana Cerkiew św. Mikołaja w Jamnej Dolnej, zbudowana w roku 1905, a zniszczona w latach 50. XX wieku. W pobliżu była cerkiew św. Trójcy w Trójcy, która została rozebrana w 1972 na osobiste polecenie premiera Piotra Jaroszewicza.
Przy drodze Rybotycze – Bircza nad przecinającą trasę potokiem Jamninka znajdują się ruiny zamku Jamna Dolna Kormanickich z XVI w. Mieszkał w nim Mikołaj Ossoliński.

## Demografia
- 1785 – 540 grekokatolików, 13 rzymskich katolików, 16 żydów
- 1840 – 817 grekokatolików
- 1859 – 614 grekokatolików
- 1879 – 783 grekokatolików
- 1899 – 906 grekokatolików
- 1926 – 984 grekokatolików
- 1938 – 1076 grekokatolików